# Slag bij Deorham
De Slag bij Deorham vond in het jaar 577 plaats in het westen van Engeland bij wat nu het dorpje Dyrham in Gloucestershire is. De slag vond plaats nadat koning Ceawlin van Wessex een aanval opende op de Romano-Britse koninkrijken ten oosten van het Kanaal van Bristol.

## Achtergrond
Sinds het midden van de 5e eeuw waren grote aantallen Angelen, Saksen en Juten de Noordzee overgestoken om zich te vestigen in Brittannië. In eerste instantie traden ze in dienst bij de verschillende Britse koningen als huurlingen tegen de Picten en de Schotten, maar al snel keerden zij zich tegen hun opdrachtgevers en stichtten kleine koninkrijken. In het zuiden van Engeland werden de koninkrijken Wessex, Kent, Sussex, Essex en East Anglia gevormd en in het noorden stichtten de Angelen de koninkrijken Deira en Bernicia. De opmars van de invallers vorderde gestaag en omstreeks 500 kon er grofweg een lijn door Brittannië getrokken worden van het noordoosten naar het zuidwesten; het gebied ten noordwesten van de lijn was in handen van de Romano-Britten en het gebied ten zuidoosten ervan was in handen van de Angelsaksen gevallen. Rond de eeuwwisseling leden de invallers echter een gevoelige nederlaag in de Slag bij Mons Badonicus. In de veertig jaar die volgden keerden veel Angelsaksen terug naar hun stamlanden in het huidige Duitsland en werden de Angelsaksen weer in zuidoostelijke richting teruggedreven.
Omstreeks 550 hervatten de Angelsaksische koninkrijken hun aanvallen op de Britten en de Angelsaksen zegevierden bij Searoburh (Salisbury) in 552, bij Beranburh in 556 en bij Bedcanford in 571. Deze overwinningen verzwakten de Britten, maar leidde niet tot een beslissende doorbraak. Soms kwam het voor dat een Angelsaksische koninkrijk machtiger was dan de andere koninkrijken en de koning van het betreffende koninkrijk kreeg de prestigieuze titel bretwalda en de nominale leiding over de heptarchie. In de zeventiger jaren van de 6e eeuw had Ceawlin van Wessex de titel van bretwalda verworven. Ceawlin wilde zijn koninkrijk in noordelijke richting uitbreiden en stak in 577 de frontlijn over.

## De slag
Over de slag zelf is weinig bekend. Zo is niet bekend hoeveel troepen deelnamen aan de strijd en welke Britse koninkrijken tegenover de West-Saksen stonden. Wel is bekend dat de slag de beslissende slag was in de strijd tussen de Britten en de Angelsaksische invallers. De Britten leden een vernietigende nederlaag en de West-Saksen namen de rijke steden Gloucester, Cirencester en Bath in. Ook werd in de decennia die volgden op de slag de Angelsaksische heerschappij uitgebreid tot aan de Severn, waardoor de Britten van Wales (over land) werden afgesneden van de Britten van Devon en Cornwall. Doordat de Britse aanwezigheid in het gebied afbrokkelde, zag een groep Angelen zijn kans schoon om het koninkrijk Mercia op te richten. De slag bij Deorham was de laatste grote veldslag tussen de Britten en de Angelsaksen en in de eeuwen daarna zou de grens worden vastgelegd langs de huidige grens tussen Wales en Engeland.